# Crown Prosecution Service
Der Crown Prosecution Service (deutsch: „Strafverfolgungsdienst der Krone“; CPS) ist eine Strafverfolgungsbehörde für England und Wales. Er besteht seit 1986 und ist in 42 lokalen Bezirken organisiert, wobei jeder Bezirk seinen eigenen Chief Crown Prosecutor hat. Insgesamt beschäftigt die Behörde knapp 7000 Angestellte, davon knapp 3000 Staatsanwälte.
Der Crown Prosecution Service leitet die Strafverfolgung für Verfahren vor dem Magistrates’ Court und dem Crown Court.

## Leitung
Der  Leiter des Crown Prosecution Service (Director of Public Prosecution, DPP) ist dem Attorney General for England and Wales verantwortlich.

## Aufgaben
Zu den Aufgaben des CPS gehören unter anderem folgende:
- laufende Prüfung jedes Falles
- Offenbarungsangelegenheiten
- Weitergabe früher Ratschläge und Informationen an die Polizei
- Information von Verbrechensopfern über die Fortschritte des jeweiligen Falls
- Entscheidung über Anklage oder sonstige Maßnahmen wie Verwarnung, Maßregelung etc.